# Jankowice (powiat brzeziński)
Jankowice – wieś w Polsce położona w województwie łódzkim, w powiecie brzezińskim, w gminie Jeżów.
W latach 1975–1998 miejscowość należała administracyjnie do województwa skierniewickiego.

## Zabytki
Według rejestru zabytków Narodowego Instytutu Dziedzictwa na listę zabytków wpisane są obiekty:
- zespół dworski, 1 poł. XIX w., 1900:
  - dwór, nr rej.: 588 z 25.07.1982
  - park, nr rej.: 722 z 1.06.1984

W miejscowości znajduje się dawny młyn wodny nad Rawką.